# Collada de les Pales
La Collada de les Pales és un coll a 2.098 m d'altitud situat al límit dels termes municipals de Sarroca de Bellera i la Torre de Cabdella, en el Pallars Jussà. Separa la Serra de Castellnou, al sud, de la Serra de la Pala, al nord. A una banda, la de llevant, s'obre la Vall Fosca, amb el Flamisell. A l'altra, la de ponent, la de la Valiri.